# San Salvatore in Lauro (diaconia)
La diaconia di San Salvatore in Lauro (in latino: Diaconia Sancti Salvatoris in Lauro) è stata eretta da papa Benedetto XVI con la bolla Purpuratis Patribus del 24 novembre 2007.

## Storia
La chiesa su cui insiste la diaconia è antica ed è già recensita nel catalogo di papa Urbano III del 1186.
Papa Sisto V istituì il titolo presbiterale di San Salvatore in Lauro il 13 aprile 1587 con la costituzione apostolica Religiosa sanctorum, trasferendovi il titolo cardinalizio di San Simeone profeta.
Il titolo di San Salvatore in Lauro è stato soppresso da papa Clemente X il 19 maggio 1670 e trasferito a quello di San Bernardo alle Terme Diocleziane.
San Salvatore in Lauro è la chiesa regionale dei Piceni e Marchigiani.

## Titolari
- Scipione Lancellotti † (20 aprile 1587 - 2 giugno 1598 deceduto)
- Silvio Antoniano † (17 marzo 1599 - 16 agosto 1603 deceduto)
- Séraphin Olivier-Razali † (25 giugno 1604 - 10 febbraio 1609 deceduto)
- Orazio Lancellotti † (12 settembre 1611 - 9 dicembre 1620 deceduto)
- Pietro Valier † (3 marzo 1621 - 18 marzo 1624 nominato cardinale presbitero di San Marco)
- Luca Antonio Virili † (17 dicembre 1629 - 4 giugno 1634 deceduto)
- Ciriaco Rocci † (13 agosto 1635 - 25 settembre 1651 deceduto)
- Pietro Vito Ottoboni † (11 marzo 1652 - 15 novembre 1660 nominato cardinale presbitero di San Marco)
- Francesco Maria Sforza Pallavicino, S.I. † (6 dicembre 1660 - 5 giugno 1667 deceduto)
- Giovanni Dolfin † (18 luglio 1667 - 19 maggio 1670 nominato cardinale diacono dei Santi Vito, Modesto e Crescenzia)

## Titolari della diaconia
- Angelo Comastri (24 novembre 2007 - 19 maggio 2018); titolo pro hac vice dal 19 maggio 2018